# Soupape à hélium
 (décembre 2023).
Si vous disposez d'ouvrages ou d'articles de référence ou si vous connaissez des sites web de qualité traitant du thème abordé ici, merci de compléter l'article en donnant les références utiles à sa vérifiabilité et en les liant à la section « Notes et références ».

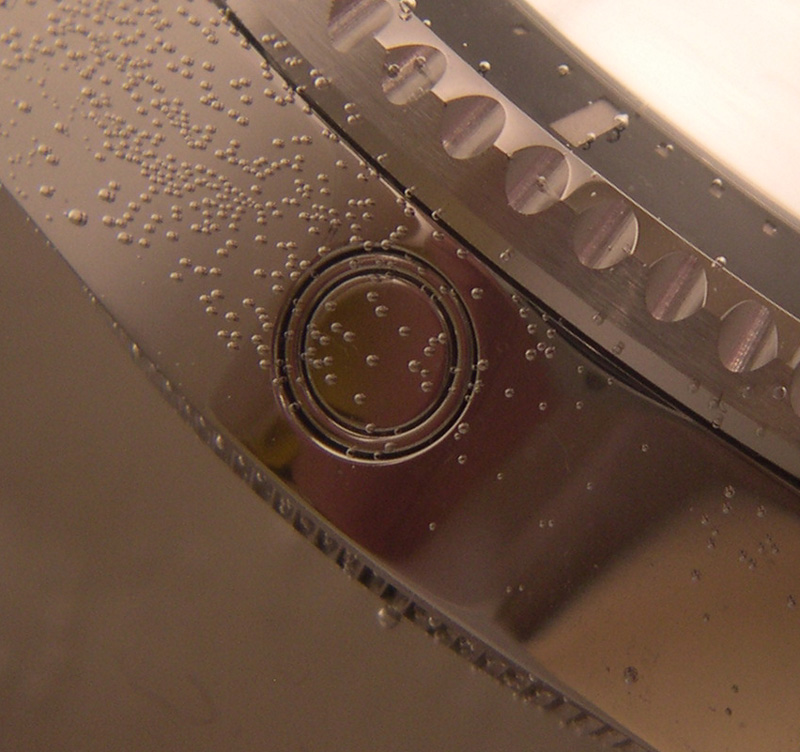
Une valve à hélium intégrée dans version Deepsea de la Rolex Sea-Dweller.

Une soupape à hélium ou valve à hélium est une caractéristique retrouvée sur certaines montres de plongée. 
Elle permet d'évacuer les atomes d'hélium qui auraient pu infiltrer l'intérieur du boitier de la montre lors de certaines plongées prolongées très particulières, les plongées dites « à saturation » où les plongeurs respirent un mélange gazeux d'hélium et oxygène, évitant ainsi certains effets néfastes de l'azote à haute pression, et leur permettant de rester plusieurs jours à l'intérieur d'une cloche ou d'une station sous-marine.
Or lors de la remontée, la décompression des plongeurs peut se faire plus rapidement que le dégazage de l'hélium contenu dans la montre, ce qui entraine une surpression dans le boitier, pouvant entrainer des dégâts.